# Иовлев, Сергей Иванович
Сергей Иванович Иовлев (17 [29] сентября 1899, Крестовское, Пермская губерния — 4 апреля 1979, Киев) — советский военный деятель, Генерал-майор (27 января 1943 года).

## Биография
Сергей Иовлев родился 17 (29) сентября 1899 года (или 30 сентября 1899 года) в селе Крестовском Крестовской волости Шадринского уезда Пермской губернии, ныне деревня входит в Шадринский муниципальный округ Курганской области Русский.

### Гражданская война
Учился в учительской семинарии города Шадринска. Третий курс учащихся семинарии, предпоследний, чуть ли не в полном составе записался в 1918 году в Рабоче-крестьянскую Красную армию.
В феврале 1918 года добровольно вступил в шадринскую дружину Рабоче-крестьянской Красной армии, а затем в составе 4-го Уральского полка принимал участие в ходе подавления Чехословацкого корпуса, а с июня по октябрь 1918 года находился в плену у чехословаков, после освобождения — на излечении в госпитале.
После выздоровления с марта 1919 года служил красноармейцем и командиром взвода в составе 104-го стрелкового полка (12-я стрелковая дивизия, Южный фронт) и принимал участие в боевых действиях против Добровольческой армии под командованием генерала А. И. Деникина, а затем в Воронежско-Касторненской и Донбасской операциях.
В мае 1920 году был направлен на учёбу в Военную пехотную школу Восточного фронта, дислоцированную в Самаре, после окончания которой в мае 1921 года был назначен на должность начальника административно-мобилизационного управления Реввоенсовета Хорезмской Народной Советской Республики, а в августе 1922 года — на должность помощника начальника оперативной части штаба Самаркандской оперативной группы войск. Принимал участие в боевых действиях против басмачей на территории Туркестана.

### Межвоенное время
После окончания Четвёртой Ташкентской объединённой имени В. И. Ленина командной школы, Иовлев в августе 1924 года был назначен на должность командира взвода в 29-м стрелковом полку (10-я стрелковая дивизия), дислоцированном в Архангельске, а в ноябре 1925 года — на должность помощника коменданта пограничного участка Петрозаводского пограничного отряда.
В 1925 году вступил в ВКП(б), в 1952 году партия переименована в КПСС.
В 1927 года был направлен на учёбу Военную академию имени М. В. Фрунзе, после окончания которой в мае 1930 года был назначен на должность преподавателя тактики Пограничной школы войск ОГПУ, дислоцированной в Москве, в октябре 1931 года — на должность руководителя сектора отдела кадров ОГПУ, а в июне 1933 года — на должность командира 1-го Белорусского полка НКВД.
В августе 1934 года был назначен на должность начальника штаба 4-й пограничной школы, дислоцированной в Саратове, в феврале 1938 года — на должность начальника отделения боевой подготовки штаба войск НКВД в Северокавказском военном округе, в мае 1939 года — на должность помощника начальника отдела боевой подготовки штаба пограничных войск НКВД.

### Советско-финляндская война
В 1939 году назначен на должность начальника оперативного отдела 18-й стрелковой дивизии, полковник.
В декабре 1939 года назначен на должность командира 97-го стрелкового полка (18-я стрелковая дивизия), после чего принимал участие в ходе советско-финляндской войны. Когда фронт дивизии остановился у Сюскюярви и Руокаярви, 97-й полк оказался на охране коммуникаций между Леметти и Уомаа. Считалось, что полк попал в окружение (с запада было около роты противника, с востока было меньше усиленного взвода, с севера были регулярные войска — около батальона, который занимал укрепленные позиции в лагере, но в последнее время наши ходили в разведку в этот лагерь и не находили там совсем противника. Они нигде противника не видели. С юга же противника никогда не было). Затем пришли советские разведчики, которые сказали, что полку приказано выйти из окружения. 15 февраля 1940 года полк вышел из «окружения». 20 мая 1940 года был награждён орденом Красного Знамени.
В июне 1940 года был назначен на должность командира 64-й стрелковой дивизии (Западный военный округ), дислоцированной в Смоленске.

### Великая Отечественная война
Перед началом войны 64-я стрелковая дивизия передислоцировалась из Смоленска в район Минска, где заняла оборону в полосе Минского укрепрайона в составе 44-го стрелкового корпуса. Полковник Иовлев организовал противотанковую оборону и отражал атаки прорвавшейся к Минску 3-й танковой группы Германа Гота. После падения Минска 28 июня, оказавшись со своим штабом в окружении, Иовлев отходил на восток, затем примкнул к партизанскому формированию, действовавшему в районе посёлка Каспля (Смоленская область), и вышел из окружения только 26 сентября 1941 года в районе южнее г. Белый (формально числился командиром 64-й дивизией до 23 июля 1941 года).
С 17 по 18 октября 1941 года исполнял должность командира 50-й стрелковой дивизии, а с 27 по 28 октября исполнял должность командира 133-й стрелковой дивизии. С 28 октября по 10 декабря 1941 года командовал Отрядом особого назначения Западного фронта, который был создан по приказу генерала армии Г. К. Жукова и совершал рейды по тылам противника, нанося ему значительный ущерб.
С 23 декабря по 17 января 1942 года командовал 1-й гвардейской мотострелковой дивизией, которая принимала участие в ходе контрнаступления под Москвой и освобождении Наро-Фоминска. С 20 января по 8 октября 1942 года полковник Иовлев командовал 194-й стрелковой дивизией.
12 апреля 1942 года в газете «Красная звезда» была напечатана статья Сергея Иовлева «Место командира в бою», в которой он призвал к пересмотру некоторых стереотипов ведения боевых действий, к отказу от устаревших положений военной доктрины, уставов и предписаний.
Зимой 1942—1943 годов возглавлял партизанскую борьбу в Вадинском партизанском крае, целью которой было задержать подход подкреплений войскам противника в Сталинграде.
25 марта 1943 года был назначен на должность командира 215-й стрелковой дивизии, которая принимала участие в ходе Смоленско-Рославльской наступательной операции, а также при освобождении Смоленска и форсировании реки Сож. С 17 по 29 февраля 1944 года генерал-майор Иовлев исполнял должность командира 36-го стрелкового корпуса, находившегося в обороне.
После окончания ускоренных курсов усовершенствования командного состава при Высшей военной академии имени К. Е. Ворошилова в январе 1945 года был назначен на должность командира 59-й стрелковой дивизии внутренних войск НКВД СССР. Дивизия вела борьбу с бандитизмом и шпионажем в тылу 4-го Украинского фронта.

### Послевоенная карьера

Могила Иовлева на Лукьяновском военном кладбище Киева.

В сентябре 1945 года был назначен на должность начальника Сортавальской школы усовершенствования офицерского состава войск НКВД СССР.
В мае 1954 года вышел в запас в звании генерал-майора.
Сергей Иванович Иовлев умер 4 апреля 1979 года в городе Киеве Украинской ССР, ныне столица Украины. Похоронен на Лукьяновском военном кладбище Шевченковского района города Киева.

## Награды
- Орден Ленина, дважды: 04 декабря 1941 года[7], 21 февраля 1945 года[8][9].)
- Орден Красного Знамени, трижды. 20 мая 1940 года, 3 ноября 1944 года[10][9], 1948 год[9])
- Орден Суворова II степени, 28 сентября 1943 года[11])
- Орден Отечественной войны I степени, дважды, 12 марта 1943 года[12], 11 июня 1945 года[13]
- медали, в том числе
  - Юбилейная медаль «XX лет Рабоче-Крестьянской Красной Армии»[14]
  - Медаль «Партизану Отечественной войны», 9 июля 1943 года
  - Медаль «За оборону Москвы»
  - Медаль «За победу над Германией в Великой Отечественной войне 1941—1945 гг.»
  - Юбилейная медаль «30 лет Советской Армии и Флота»

## Семья
- Отец Иван Николаевич Иовлев (1874, д. Бакланова, Теченская волость, Шадринский уезд, ныне не существует, территория в Красноармейском районе Челябинской области — ?)
- Мать Любовь Степановна (урожд. Дианова, 1875, город Далматово — ?)
- Брат Николай, сёстры
- Жена Юлия Алексеевна (1906—1985)
  - Сыновья, Владимир и Борис, офицеры[15]